# Rick Roufus
Rick John Roufus (ur. 3 czerwca 1966 w Milwaukee) – amerykański kickbokser, bokser i zawodnik mieszanych sztuk walki (MMA), wielokrotny mistrz świata w kick-boxingu m.in. PKC, KICK, IKF czy ISKA, zwycięzca K-1 USA Grand Prix z 1998. 
Jego młodszy brat Jeffrey Roufus, znany pod pseudonimem Duke Roufus jest również utytułowanym kickbokserem.

## Kariera sportowa

### Początek kariery
Mając 5 lat zaczął trenować taekwondo. W 1985 stoczył pierwszy zawodowy pojedynek w kick-boxingu. 8 stycznia 1986 zdobył swój pierwszy zawodowy tytuł, zostając mistrzem USA organizacji Professional Kickboxing Council (PKC). Do końca roku zdobył drugi pas mistrzowski PKC, w kategorii półciężkiej. 16 kwietnia 1987 został mistrzem świata Karate International Council of Kickboxing (KICK) w kat. superśredniej. W kolejnych latach sukcesywnie pokonywał kolejnych rywali, głównie nokautując ich. W pokonanym polu zostawiał m.in. z Mansona Gibsona.
19 sierpnia 1989 nieoczekiwanie przegrał z Polakiem Markiem Piotrowskim na punkty po 10 rundach, tracąc tytuł mistrza USA PKC i notując ówcześnie dopiero drugą zawodową porażkę przy 32 zwycięstwach. 22 czerwca 1991 zmierzył się w rewanżowym starciu z Piotrowskim, którego pokonał przez nokaut w drugiej rundzie, odbierając mu pasy mistrza świata PKC i ISKA wagi półciężkiej. W latach 1991-1996 sukcesywnie bronił mistrzostwa ISKA i PKC, pokonując w tym czasie takich zawodników jak Ernesto Hoost, Józef Warchoł, Michael McDonald, Rob Kaman czy Jean-Yves Thériault. W 1994 przegrał w rewanżu z Hoostem i stracił tytuł ISKA wagi półciężkiej. 

### K-1
We wrześniu 1995 zadebiutował w  K-1, przegrywając z Francuzem Jérôme Le Banner przez TKO. Rok później wziął udział w K-1 USA Grand Prix które ostatecznie wygrał, co pozwoliło mu wziąć udział w eliminatorze do finału K-1 WGP 98, jednak ostatecznie 27 września 1998 na gali K-1 World Grand Prix '98 Opening Round przegrał z Francisco Filho przez KO po niskim kopnięciu i odpadł z rywalizacji. W latach 1999–2006 rywalizował głównie w K-1 gdzie bezskutecznie próbował wygrać Grand Prix USA, dwukrotnie przegrywając w finałach w rewanżu z Michaelem McDonaldem (2002) i Carterem Williamsem (2003). Poza turniejami mierzył się i wygrywał m.in. ze Stanem Longinidisem, Maurice Smithem czy Tarō Akebono oraz przegrywał m.in. z Marcinem Różalskim. Po remisie z Garym Turnerem we wrześniu 2006 zawiesił karierę kickbokserską skupiając się na walkach w formule MMA. W 2011 wrócił do kick-boxingu wygrywając z Anthonym Newmanem. 
8 września 2012 na gali K-1 Rising U.S w Las Vegas pokonał Siala-Mou Siligę na punkty. Niecały miesiąc później na K-1 World Grand Prix 2012 Final 16 w Tokio zremisował z Jamesem Wilsonem. Była to jak dotąd jego ostatnia walka w karierze.

### Boks
Zawodowo zadebiutował 29 kwietnia 1990 przegrywając z Ricardo Dabneyem na punkty po czym odpuścił boks na rzecz kick-boxingu. Do ringu bokserskiego wrócił po pięciu latach wygrywając na przestrzeni roku 12 pojedynków oraz zdobywając pas WBC Continental Americas wagi juniorciężkiej. W latach 1996–2001 zdołał wygrać zaledwie jeden na pięć stoczonych pojedynków. Przegrywał m.in. z Arthurem Williamsem czy Dalem Brownem. Ostatecznie karierę w boksie zakończył z bilansem 13 zwycięstw, 5 porażek i 1 remisie.

### MMA
Po zawieszeniu kariery kickbokserskiej w 2006. Skupił się na walkach w mieszanych sztukach walki (MMA). W nowej formule zadebiutował 23 lutego 2008 na gali Strikeforce przegrał w rewanżu z Maurice Smithem. W tym samym roku stoczył jeszcze osiem pojedynków (bilans 4-4). 9 maja 2009 stoczył ostatnią walkę w MMA, przegrywając przez poddanie z Wayne’em Colem. W sumie jego bilans w MMA wyniósł 4-6.

## Osiągnięcia
Kick-boxing:
- 1986: mistrz USA PKC w wadze lekkośredniej
- 1986-1989: mistrz USA PKC w wadze średniej
- 1987: mistrz świata KICK w wadze superśredniej
- 1989: mistrz świata FFKA w wadze superśredniej
- 1990: mistrz świata FFKA w wadze półciężkiej
- 1991-1994: mistrz świata ISKA w formule Full Contact w wadze półciężkiej
- 1991-1994: mistrz świata PKC w wadze półciężkiej
- 1994: mistrz świata IKF w formule Full Contact w wadze półciężkiej
- 1996: mistrz świata ISKA w formule Full Contact w wadze półciężkiej
- 1998: zwycięzca K-1 USA Grand Prix 1998
- 1999: mistrz świata IKF w formule International Rules w wadze ciężkiej
- 2002: K-1 World Grand Prix 2002 Preliminary USA - finalista turnieju
- 2003: K-1 World Grand Prix 2003 in Las Vegas - finalista turnieju

Boks:
- 1996: mistrz WBC Continental Americas w wadze juniorciężkiej